# Старий Карамбай
Старий Карамба́й (рос. Старый Карамбай) — присілок в Можгинському районі Удмуртії, Росія.
Урбаноніми:
- вулиці — Верхня, Нижня

## Населення
Населення — 4 особи (2010; 10 в 2002).
Національний склад станом на 2002 рік:
- удмурти — 100 %